# Crescenzo Di Maio
Crescenzo di Majo (Napoli, 1845 – Napoli, 1935) è stato un attore e commediografo italiano.

## Biografia
Capostipite della famiglia, debuttò nel 1875, prima come attore e poi come commediografo. Scrisse vari lavori per il Teatro San Ferdinando, soprattutto per la compagnia di Federico Stella.
Crescenzo cercò nei suoi lavori di dare un'impronta diversa al repertorio napoletano dell'epoca, improntata sull'aristocrazia e il francesismo di Eduardo Scarpetta, un teatro che si avvicinasse più alle tradizioni e ai costumi della città di Napoli.
Fu anche attore cinematografico, recitando nei film Fenesta che lucive (1914), Nennella (1919) e Fenesta ca lucive (1926, riedizione del film del 1914) di Roberto Troncone, pioniere dell'industria cinematografica napoletana.

## Opere teatrali
- Vicchiarella
- Il calzolaio della Pignasecca
- Napoli mia
- L'ammaliatrice
- La bella Giovanna
- Milione della monaca
- Padre Rocco
- Senza scola
- Tenebra e amore
- Senza dimani